# Clean room design
Clean room design je metoda zkopírování výrobku pomocí reverzního inženýrství tak, aby tato kopie neporušovala licence vážící se na původní výrobek. Clean-room design je využíván pro obranu před žalobou na porušení autorských práv, protože je založena na nezávislém znovuvytvoření výrobku. Nemůže však být použit pro obejití patentů.
Metoda clean-room design vyžaduje, aby tým tvůrců pracoval v prostředí, které je „čisté“, tj. demonstrativně zbavené vědomostí o jakékoliv proprietární technice použité konkurencí (resp. původním výrobcem). Typicky je to zajištěno tak, že nejprve někdo prozkoumá původní výrobek a vytvoří specifikaci. Specifikace je pak prověřena právníkem, aby bylo zajištěno, že neobsahuje žádné chráněné materiály. Za pomoci těchto materiálů pak další tým, který nemá žádnou vazbu na předchozí týmy, vytvoří podle čistých specifikací kopii původního výrobku.